# Mina quasi Jannacci
Mina quasi Jannacci је студијски албум италијанске певачице Мине, објављен 1977. године за издавачке куће PDU. Првобитно је продаван у пару са албумом Mina con bignè као двоструки албум. На овом албуму певачица изводи песме из репертуара познатог италијанског певача Енцо Јаначија.

## Списак пјесама
| №  | Назив                    | Трајање |  |
| 1. | Rino                     | 2:15    |  |
| 2. | E l’era tardi            | 3:32    |  |
| 3. | Saxophone                | 3:19    |  |
| 4. | Vincenzina e la fabbrica | 3:50    |  |
| 5. | Tira a campà             | 5:30    |  |

| №  | Назив                       | Трајање |  |
| 1. | La sera che partì mio padre | 4:23    |  |
| 2. | Vita vita                   | 3:43    |  |
| 3. | E sapere (E savè)           | 4:30    |  |
| 4. | Sfiorisci bel fiore         | 3:55    |  |
| 5. | Ecco tutto qui              | 3:50    |  |

## Позиције на листама
| Листа (1977)              | Највиша позиција |
| ------------------------- | ---------------- |
| Италија (Musica e dischi) | 4                |